# Диего де Ланда
Диего де Ланда Кальдерон (исп. Diego de Landa Calderón; 17 марта 1524, Сифуэнтес, Испания — 1579, Мерида, Мексика) — второй епископ Юкатана.
Вошёл в историю как крайне противоречивая личность: с одной стороны, был автором книги «Сообщение о делах в Юкатане» (1566), содержащей много ценной информации о цивилизации майя, ввёл на Юкатане систему образования, создал латинский алфавит для языка юкатека, с другой стороны, учредил на Юкатане инквизицию, на аутодафе сжёг рукописи майя, тем самым уничтожив большую часть майяской литературы.
Является одной из ключевых фигур так называемой «Чёрной легенды».

## Биография

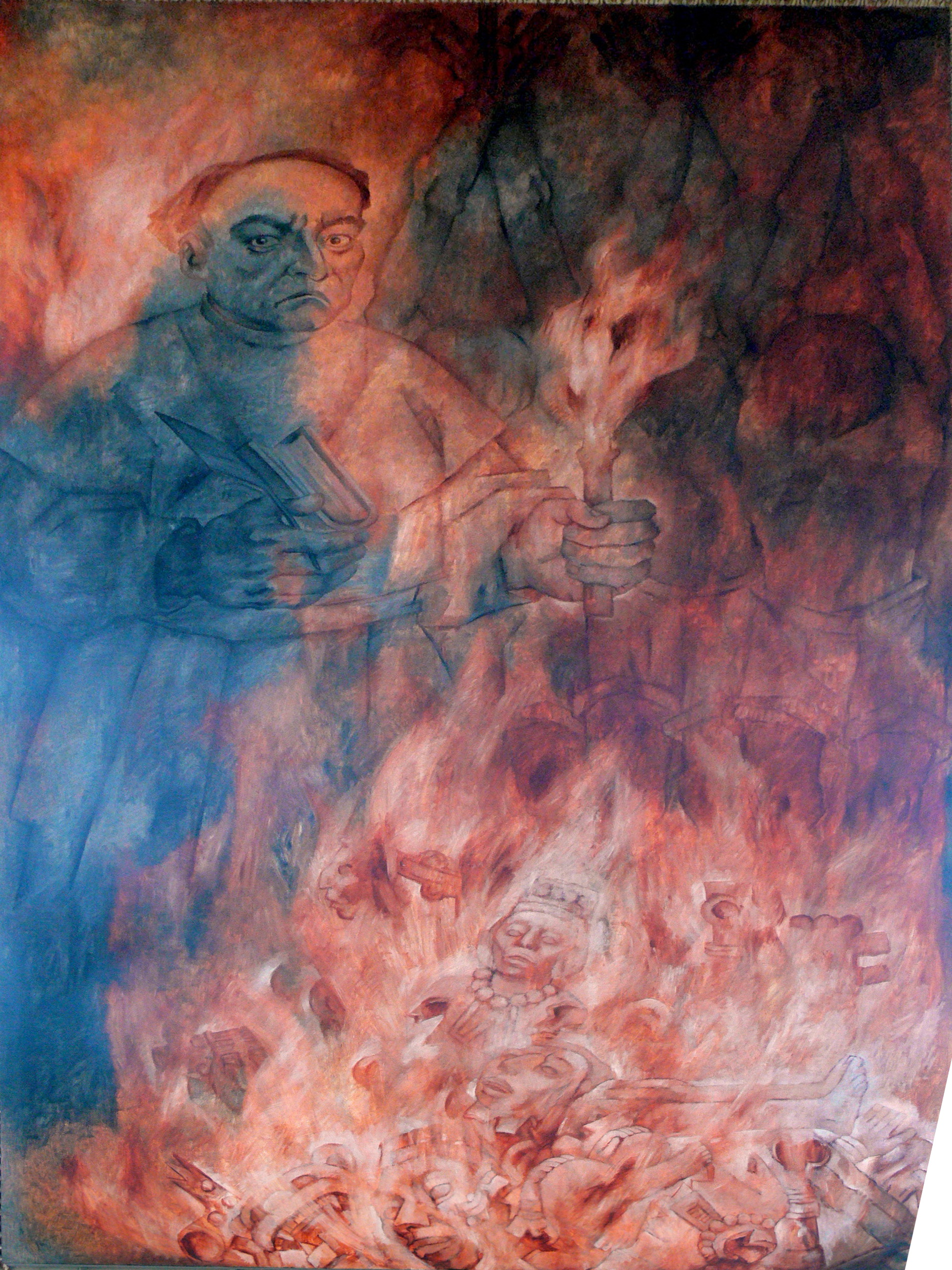
Диего де Ланда сжигает религиозные артефакты индейцев майя. Фреска Пачеко во дворце правительства Перу

Родился в Сифуэнтесе-де-Алькарриа, происходил из знатного рода Кальдеронов. В 1541 году принял монашество в францисканском монастыре San Juan de los Reyes в Толедо. В августе 1549 года отправился миссионером на Юкатан в числе пяти францисканцев, отобранных Николасом де Альбалатом. Благодаря выдающимся способностям, сразу сделался помощником настоятеля вновь основанного монастыря Сан-Антонио в Исамале. Служил учителем детей знатных родов майя, насильственно обращённых в христианство. В 1553 году стал аббатом Сан-Антонио и вскоре стал «хранителем» (custodio) Юкатанской миссии. В 1561 году, после слияния Юкатана и Гватемалы в одну епархию, сделался главой францисканского ордена в этой церковной провинции (принципиалом).
В 1562 году учредил инквизицию на Юкатане, обнаружив отпадение от христианства недавно крещёных индейцев. 12 июля 1562 года в Мани состоялось знаменитое аутодафе, где были уничтожены многочисленные памятники культуры и литературы майя. Это вызвало недовольство Франсиско де Тораля (Francisco de Toral), тогдашнего епископа Юкатана и провинциала (главы ордена) францисканцев, и в 1564 году Ланда пришлось отправиться в Испанию отчитываться в своей деятельности. Он был оправдан и в 1573 году назначен епископом Мериды, на смену скончавшемуся Торалю. Скончался в монастыре Сан-Франсиско в Мериде, «окружённый ореолом святости» (по выражению Когольюдо).

## «Сообщение о делах в Юкатане»

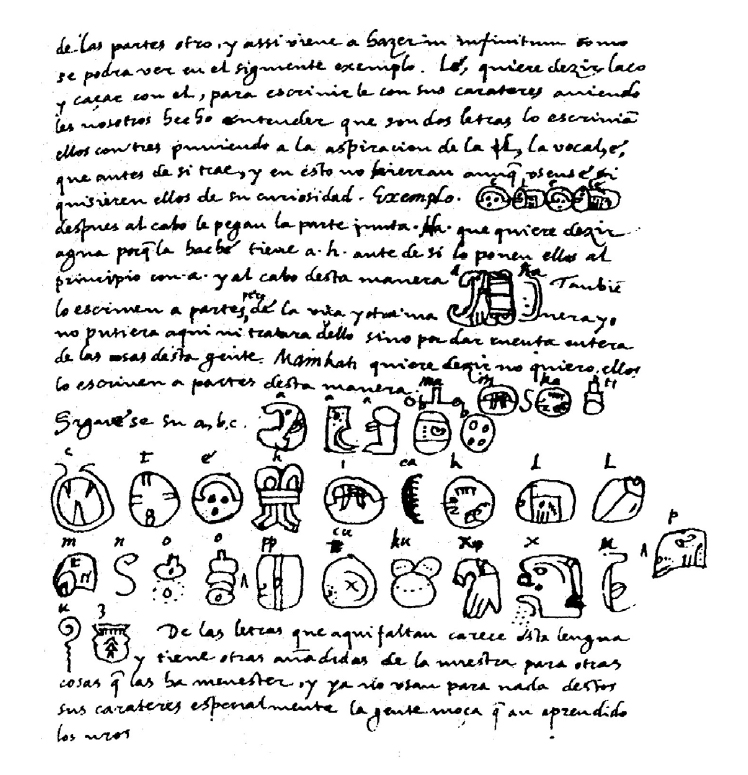
Страница рукописи с алфавитом де Ланда

Де Ланда известен как отличный знаток языка майя, нравов и обычаев этого народа. Исправил и дополнил грамматику юкатека, созданную Луисом де Вильяльпандо. Написал катехизис и сборник проповедей на языке майя. Архив Ланда бесследно исчез после изгнания монахов из Мериды в 1820 году.
Важнейшим трудом Ланда считается «Сообщение о делах в Юкатане» (Relación de las cosas de Yucatán), написанное в Испании около 1566 года. Судя по содержанию текста, де Ланда работал над этим трудом не менее 15 лет, так как календарные знаки, приводимые им, относятся к 1553 году. Вернувшись в Мериду, де Ланда взял рукопись с собой. Вскоре с рукописи была снята копия и отправлена в Испанию. Полным текстом де Ланда пользовались историки XVII в.: Антонио де Эррера-и-Тордесильяс, Васкес де Эспиноса и Диего Лопес де Когольюдо (1609—1670), автор «Истории Юкатана» и первый биограф де Ланда.
В Испании в 1616 году неизвестно кем была сделана сокращённая копия «Сообщения о делах в Юкатане», написанная тремя разными почерками. Писцы-копировщики сохранили существенные части труда де Ланда, а третий из них добавил «Критические замечания» и апологетику испанского владычества. В 1862 году эту рукопись обнаружил в Мадриде великий майянист Шарль Этьен Брассёр де Бурбур, опубликовавший в 1864 году испанский текст и собственный французский перевод с разбивкой на главы, которая используется по сей день.
Наследие де Ланда оценивается современной наукой очень высоко. Несмотря на ряд ошибок, его труд долгое время оставался единственным источником сведений по всем сторонам жизни народа майя и сыграл важную роль в подтверждении правильности расшифровки письменности майя Ю. В. Кнорозовым.
В 1955 году труд Диего де Ланда с обширными комментариями, был опубликован издательством Академии Наук СССР и Институтом энтографии им. Н. Н. Миклухо-Маклая. Перевод со староиспанского сделал советский историк и этнограф Ю. В. Кнорозов.

## «Алфавит де Ланда»
Полагая, что использование миссионерами языка майя ускорит обращение индейцев в христианство, де Ланда решил изобрести свой собственный «алфавит майя». При помощи двух иероглифически грамотных индейцев, он составил список соответствий между майяскими иероглифами и испанскими буквами. Де Ланда не знал, что письменность майя была не алфавитной, а логосиллабической, а помогавшие ему майя в некоторых случаях записывали не произношение испанских букв, а их название (например, be, hache, ka, cu). Всего де Ландой было записано 27 знаков (плюс 3 знака в примерах написания слов), которые, по его мнению, соответствовали буквам испанского алфавита. Де Ланда также принимал участие в создании латинской письменности для юкатекского языка — вероятно, первой латинской письменности для мезоамериканских индейцев.

## Де Ланда об испанском колониальном режиме
Бог дал индейцам не только указанные вещи с [приходом] нашей испанской нации, столь необходимые для службы человеку, что одни они стоят больше той платы, которую индейцы дают и будут давать испанцам, но индейцы получили [также] без оплаты то, чего нельзя ни купить, ни заработать, а именно правосудие и христианство и мир, в котором они уже живут, поэтому они обязаны гораздо более Испании и её испанцам и главное тем очень католическим королям её, которые с непрерывной заботой и столь по-христиански снабдили их и снабжают этими вещами, чем своим первым наставникам, дурным отцам, которые их породили в грехе и детьми гнева, тогда как христианство их возродило в милосердии и для радостной вечной жизни. Их первые наставники не сумели дать им порядок, чтобы они могли избежать стольких и таких ошибок, как те, в которых они жили. Правосудие избавляло их от этих ошибок посредством проповеди и должно их охранить от возвращения к ним, а если бы они возвратились, должно их избавить от них. По справедливости может Испания прославиться в Боге, ибо она избрана среди других наций для исправления стольких людей; поэтому они обязаны ей гораздо больше, чем своим наставникам или родителям, и, как говорит блаженный Григорий: не много будет пользы нам родиться, если не получим искупления от Христа. Также мы можем сказать с Ансельмом: пользы нам не принесет то, что мы были искуплены, если не получим плода искупления, то есть нашего спасения. И поэтому сильно ошибаются говорящие, что поскольку индейцы получили от испанцев обиды, притеснения и дурные примеры, то было бы лучше, если бы их не открыли. Притеснения и обиды были ещё больше [до открытия], и они причиняли их постоянно друг другу, убивая, обращая в рабство и принося в жертву демонам. Если они получили или получают сейчас от некоторых дурные примеры, то король это исправил и исправляет каждый день своим правосудием и непрерывной проповедью и настойчивым противодействием монахов тем, кто дает или дал [дурные примеры]; тем более, что по учению Евангелия, соблазны и дурные примеры необходимы; и, таким образом, я полагаю, что они были среди этих людей, дабы они по ним научились, отделяя золото от грязи и зерно от соломы, почитать добродетель, как они и сделали, видя вместе с философом, что блистают добродетели среди пороков и праведники среди грешников, и тот, кто им дал дурной пример или соблазн, терпит сам ужасное бедствие, если не искупит их добром.
— «Сообщение о делах в Юкатане». Глава LI. Пер. Ю. В. Кнорозова